# Gianni Infantino
Gianni Infantino (* 23. března 1970 Brig) je fotbalový funkcionář. Od roku 2016 zastává funkci prezidenta Mezinárodní federace fotbalových asociací (FIFA).

## Kariéra
Infantino vystudoval právo a od roku 2000 působil v evropské fotbalové asociaci (UEFA). Stál v čele jejího právního a licenčního oddělení. Roku 2007 se dočasně stal generálním sekretářem UEFA. Plnohodnotně tuto funkci začal vykonávat o dva roky později (2009). Ve fotbalové federaci se věnoval mimo jiné vylosování evropských mezinárodních pohárů. Na mimořádném volebním kongresu FIFA konaném 26. února 2016 ve švýcarském Curychu kandidoval na funkci prezidenta této organizace. Ač se volby účastnil jako náhradník za Michela Platiniho, který se volby kvůli zákazu udělenému za „jednání odporující etickým pravidlům“ účastnit nemohl, patřil Infantino spolu s bahrajnským šajchem Salmánem bin Ibráhímem Chalífem k favoritům volby. Ve volbách nakonec Infantino uspěl ve druhém kole a stal se prezidentem FIFA. Při volbách prezidenta FIFA v roce 2019 byl jediným kandidátem. V hlasování delegátů na kongresu konaném v Paříži uspěl a federaci vedl i v dalším čtyřletém funkčním období. Obdobná situace nastala i pro volby v roce 2023, kdy byl Infantino opět jediným kandidátem.

## Soukromý život
Infantino je ženatý a má čtyři děti. Jeho manželka Leena Al Ashqar pochází z Libanonu. Podle zpráv v tisku bydlí on i jeho rodina od října 2021 převážně v Kataru, pořadatelské zemi Mistrovství světa ve fotbale 2022.
Vedle švýcarského občanství vlastní Infantino také občanství italské. Domluví se šesti světovými jazyky, a sice anglicky, německy, francouzsky, italsky a také španělsky a arabsky.
 Je fanouškem italského fotbalového klubu Inter Milán.